# Gage Roads
Gage Roads är en redd i Australien. Den ligger i delstaten Western Australia, omkring 18 kilometer sydväst om delstatshuvudstaden Perth.